# Rysa Little
Rysa Little est une île du Royaume-Uni située dans l'archipel des Orcades en Écosse.